# ビール・エル・クット碑文
ビール・エル・クット碑文 (グルジア語: ბირ ელ ყუტის წარწერები bir el q'ut'is ts'arts'erebi) は、最古のグルジア文字碑文。グルジア文字が記されたもので、現在知られている限り最も古い例は、パレスティナのベツレヘム付近の教会で発見された、430年ごろに書かれたと推定される碑文である。